# Minister für Einwanderung, Flüchtlinge und Staatsbürgerschaft
Minister für Einwanderung, Flüchtlinge und Staatsbürgerschaft, englisch Minister of Immigration, Refugees, and Citizenship, französisch Ministre de l'Immigration, des Réfugiés et de la Citoyenneté lautet eine ministeriale Dienststelle in der kanadischen Regierung. Im 30. Kanadischen Kabinett ist seit dem 14. März 2025 Rachel Bendayan die zuständige Ministerin. Sie löste damit den seit 2021 amtierdenen Sean Fraser ab.
Der jeweilige Minister leitet das Department of Citizenship and Immigration, kurz genannt Citizenship and Immigration Canada.
Die zuständigen Minister führten im Laufe der Zeit verschiedene Bezeichnungen bzw. das Department war anderen Ministerien zugeordnet. Minister für Staatsbürgerschaft und Einwanderung (englisch Minister of Citizenship and Immigration) war eine der älteren Amtsbezeichnung, das Amt war zuletzt besetzt mit Chris Alexander. Dieser Name galt 1950–1966 und 1994–2015. In der Zeit 1966–1977 war der Minister für Arbeitskräfte und Einwanderung (englisch Minister of Manpower and Immigration) und 1977–1996 der Minister für Beschäftigung und Einwanderung  (englisch Minister of Employment and Immigration) für diesen Geschäftsbereich zuständig.